# Беесат (теплова електростанція)
Теплова електростанція «Беесат» — електростанція в Ірані, поблизу містечка Беесат, на південь від Тегерана, яка введена в експлуатацію 1967 (1346 за сонячним календарем). Загальна проектна потужність становить 247,5 МВт (3×82,5 МВт).
Електростанцію побудовано за проектом фірми General Electric і під'єднано до загальнонаціональної мережі в кілька прийомів у 1346–1347 роках (за с.к.).
Під час нормальної експлуатації взимку і влітку потужність станції становить 225 МВт, що на 22,5 МВт менше від проектної.

## Капітальний ремонт
2008 року (1386 за с.к.) станцію було від'єднано від електричної мережі і проведено капітальний ремонт, під час якого провели капітальний ремонт і реконструкцію градирні, капітальний ремонт турбіни, монтаж і під'єднання шинопроводів статора генератора, монтаж і введення в дію центру контролю нових систем PCL, підготовка до роботи моніторів контролю за трьома паровими установками, монтаж і введення в експлуатацію нових систем другого блоку, проведені роботи зі зменшення витрати дизельного палива , або ж, як альтернативи, природного газу.